# Río Mahakam
El Mahakam es un río de Indonesia. Fluye 920 kilómetros del distrito de Long Apari en las tierras altas de Borneo, hasta su desembocadura en el estrecho de Makassar. 
La ciudad de Samarinda, la capital de la provincia de Kalimantan Oriental, se encuentra a orillas del río a unas 48 km de la desembocadura del río.

## Geografía
El río Mahakam es el río más grande en la provincia de Kalimantan Oriental, Indonesia, con una cuenca de unos 77.000 km². El Mahakam nace en las montañas Muller desde donde fluye hacia el sureste, encontrando al río Pahu Kedang en la ciudad de Muara Pahu. 
Luego el río serpentea hacia el este a través de la región de los lagos Mahakam, que representa un área muy llana de tierras muy bajas tropicales rodeadas por tierra de turba. Una treintena de lagos poco profundos se encuentran en esta área, conectados al río Mahakam a través de pequeños canales. Aguas abajo de la conexión con los lagos Semayang y Melintang, el Mahakam recoge otros tres afluentes principales (río Belayan, Kedang Kepala y Kedang Rantau) y fluye hacia el sudeste a través de los distribuidores del delta del Mahakam, hacia el estrecho de Makassar. 

## Clima
El área de captación del Mahakam se encuentra alrededor del ecuador, en la provincia de Kalimantan Oriental, Indonesia, una zona de clima continental marítimo. Según la clasificación climática de Köppen, esta zona pertenece al tipo Af (bosque húmedo tropical) cuyo mes más frío tiene una temperatura ≥  18 °C y la precipitación del mes más seco en un año normal ≥ 60 mm.
La transferencia de masa y energía en la zona tropical se produce a través de la circulación aérea general conocida como la célula de Hadley. Según Seidel et al. (2008) el patrón de precipitaciones en esta zona está en gran medida determinado por la presencia a gran escala de patrones de viento atmosférico, que son observables en varias formas en la atmósfera. Esta circulación lleva humedad al aire, generando precipitaciones en las regiones ecuatoriales, mientras que los bordes de la zona tropical son más secos. Dentro de esta circulación, la evaporación es intensa y se produce alrededor del ecuador en el centro de bajas presiones llamado la zona de convergencia intertropical (en inglés, Intertropical Convergence Zone, ITCZ), que se caracteriza por la acumulación de nubes en la zona. La ITCZ se mueve siguiendo el pseudo-movimiento del sol dentro de la zona comprendida entre los 23,5ºN y 23,5ºS, por lo que su posición siempre cambia de acuerdo con esta marcha. 
La ITCZ empuja el fenómeno del monzón indo-australiano que influye en el clima regional, incluyendo la cuenca del Mahakam. En diciembre, enero y febrero (invierno en el hemisferio norte) la concentración de las altas presiones en Asia y de bajas presiones en Australia hacen que sople el viento del oeste en Indonesia (monzón del oeste). En junio, julio y agosto, la concentración de bajas presiones en Asia (verano en el hemisferio norte) y la concentración de altas presiones en Australia hacen que el viento sople del este en Indonesia (monzón del nordeste). Debido a la circulación global del aire y el clima regional mencionado anteriormente, la cuenca del Mahakam, que se encuentra alrededor del ecuador, tiene un patrón de precipitación bimodal, con dos picos de lluvias que se producen generalmente en diciembre y mayo. Esto se debe a que la ITCZ pasa por el ecuador dos veces al año, desde el hemisferio norte en septiembre y desde el hemisferio sur en marzo. 

## Ecología
Ecológicamente, el río Mahakam es importante ya que alberga aves acuáticas raras y delfines del Irrawaddy, llamados pesut por la población local.
Un Research Cluster: «alterar el equilibrio en el delta del Mahakam: impacto pasado, presente y futuro de la elevación del nivel del mar, el cambio climático, controles aguas arriba e intervención humana en los sedimentos y la dinámica de los manglares» está realizando muchas investigaciones en el Mahakam. El objetivo del grupo es estudiar el impacto de factores externos tales como la elevación del nivel del mar, el cambio climático, los sedimentos aguas arriba, así como la interferencia humana en el pasado, presente y futuro desarrollo del delta del Mahakam en escalas de tiempo diferentes.

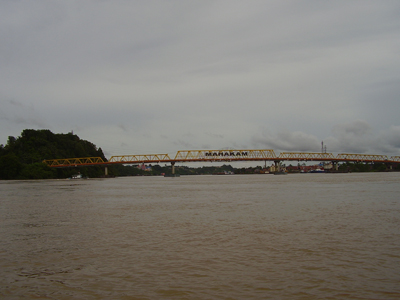
Puente sobre el río Mahakam en Samarinda
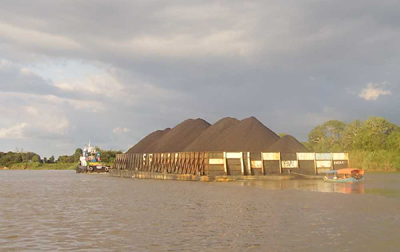
Ponton para el transporte de carbón a través del Mahakam
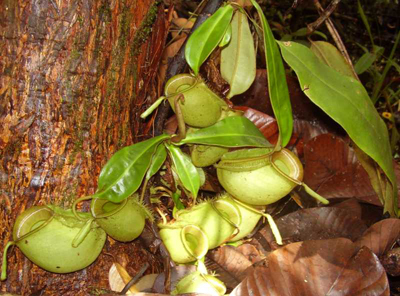
Nepenthes, llamado  kantong semar por los lugareños (un insecto plantívoro que se encuentra en los pantanos
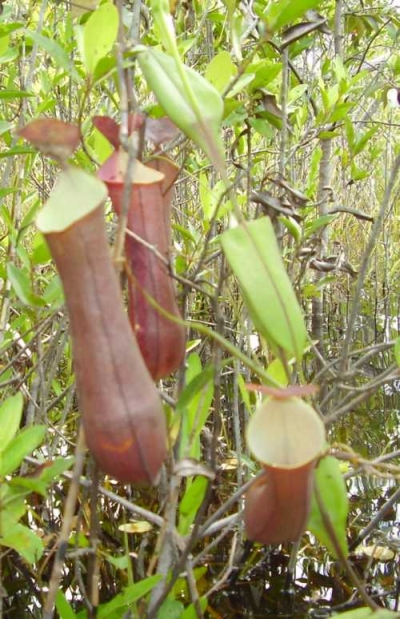
Otro tipo de Nepenthes que se encuentra en el pantano, cerca del lago Melintang